# Scoop (álbum de Pete Townshend)
Scoop es un álbum recopilatorio del músico británico Pete Townshend, publicado por el sello Atco Records en abril de 1983. El álbum contiene 25 demos de canciones de The Who, algunas de ellas inéditas, así como demos de material completamente nuevo.
El álbum es el primero de una serie de tres discos: Another Scoop, el segundo volumen, fue publicado en 1987, y Scoop 3, el tercer y último volumen, en 2001. Los tres discos fueron a su vez recopilados en 2002 en Scooped, así como remasterizados y reeditados en 2006.

## Lista de canciones
1. "So Sad About Us/Brrr"
2. "Squeeze Box"
3. "Zelda"
4. "Politician"
5. "Dirty Water"
6. "Circles (Instant Party)"
7. "Piano: Tipperary" (Jack Judge/Harry Williams)
8. "Unused Piano: Quadrophenia"
9. "Melancholia"
10. "Bargain"
11. "Things Have Changed"
12. "Popular"
13. "Behind Blue Eyes"
14. "Magic Bus"
15. "Cache Cache"
16. "Cookin'"
17. "You're So Clever"
18. "Body Language"
19. "Initial Machine Experiments"
20. "Mary"
21. "Recorders"
22. "Goin' Fishin'"
23. "To Barney Kessell"
24. "You Came Back"
25. "Love, Reign o'er Me"